# 浏阳疣螈
浏阳疣螈（学名：Tylototriton liuyangensis），一种分布于中华人民共和国湖南省东北部的两栖动物，隶属于蝾螈科疣螈属。
有学者基于形态特征将疣螈属划分为2个亚属：瑶螈亚属（Yaotriton）和疣螈亚属（Tylototriton），本种归入瑶螈亚属。也有学者将瑶螈亚属升级为独立属，故本种在有些资料中称为浏阳瑶螈。

## 形态特征
浏阳疣螈成年雄螈体长127～130毫米，雌螈体长145～154毫米。眶间隔相对较宽，头顶骨脊穿过上眼睑。通体呈黑色，腹部相对平滑，有时呈灰黑色。指（趾）腹、肛门、尾部腹面为橙色。